# Abacidus fallax
Abacidus fallax är en skalbaggsart som beskrevs av Pierre François Marie Auguste Dejean. Abacidus fallax ingår i släktet Abacidus och familjen jordlöpare. Inga underarter finns listade i Catalogue of Life.